# Користь грамотності
«Ко́ристь гра́мотності» (англ. The Uses of Literacy) — книга англійського соціолога літератури і культури Річарда Гоґґарта, під час його вивчення впливу засобів масової інформації у Великій Британії, опублікована в 1957 р.

## Про автора
Річард Гоґґарт — англійський соціолог літератури й культури. Народився у сім'ї робітників 24 серпня 1918 року в Лідсі. Навчався і закінчив університет там. В роки Другої світової війни служив у королівській артилерії. Після війни працював в університеті Гулля (1946—1959) і у Лестері (1959—1962). З 1962 по 1973 рік був професором Бірмінгемського університету, заснував у ньому Центр сучасних досліджень культури (1964 р.). З 1971 року по 1975 був помічником генерального директора ЮНЕСКО. Пізніше, з 1976 по 1984 р., був ректором коледжу в Лондонському університеті. Кінець свого життя провів із сім'єю: дружиною Мері, їхніми дітьми Нікола та Пауль, трьома внучками, п'ятьма внуками та двома праонуками. Помер він 10 квітня 2014 року.
Одна з найвідоміших і найбільш перекладена з робіт — напівбіографічна книга «Користь грамотності: Кілька сторін життя англійського робочого класу» (1957, переклад — 1970). Ця книга дає найточнішу картину Британського робочого класу в роки другої світової війни. Хоггарт описує їх в момент, коли їхні життя, цінності та культура змінюються під впливом повоєнної реклами, масових медіа та Американізації. [Архівовано 10 квітня 2014 у Wayback Machine.]

## Історія створення
Праці на тему масової культури та комунікації попередньо вже існували, зокрема у таких авторів як Теодор Адорно і Макс Горкгаймер в роботі під назвою «Діалектика просвітництва» (1947). В період 40-х років відбуваються численні дискусії щодо нових і більш доступних способів швидкої комунікації, згодом, в 1950-х, поширюється кольорове телебачення. На фоні цих подій з'являється праця Річарда Гоґґарта «Користь грамотності». За своїм характером книга не є науково-дослідницькою. Це радше спроба осмислення особливого становища бідних та малозабезпечених верств населення у зв'язку з наявними засобами інформації (таблоїдні газети, целюлозні журнали, місцеве радіо), базована на особистому досвіді автора. Саме в цьому особливість Гоґґарта, яка різнить його від попередників, адже він був вихідцем робітничого класу. [Архівовано 11 жовтня 2020 у Wayback Machine.]
Вважають, що автор надихнувся творчістю англійського письменника Джорджа Орвелла та його соціологічним дослідженням «Дорога на Віган-Пірс» про життя робітничого класу напередодні Другої світової війни. Спершу Гоґґарт планував опублікувати свою книгу під назвою «Зловживання грамотності» («The Abuses of Literacy»), проте, як стверджував сам Річард, юристи не згодилися публікувати текст поки автор не прибрав префікс «Ab».
Книга «Користь грамотності», опублікована у 1957 році, була своєрідним відгуком на вираження лівого «Kulturpessimismus» культури, що перебувала в занепаді через капіталістичну економіку, і стала одним із перших текстів перебігу від старої традиції до нової. Праця є класичним прикладом британського післявоєнного культурного аналізу і спробою зрозуміти зміни, які відбулися в британській культурі після Другої світової війни, де мобілізація внутрішнього фронту призвела до «масовізації» як суспільства, так і культури.

## Частина перша: «Старе замовлення»
Перша частина складається з 5 розділів:

### «Хто такі ‘Робочі класи!’?»
В цій частині автор намагається окреслити і визначити соціальну групу; описує звички та буденність представників робочого класу Великої Британії 1930-1950 -х років, до якого входив і сам автор. 

### «Пейзаж з фігурами – Оформлення»
В цій частині автор продовжує окреслення і визначення особливостей робочого класу, але на відміну від першого розділу, де він зробив поверхневий огляд, в усіх наступних розділах він розбирає окремі елементи життя робітничого класу і поглиблює тези. Саме в цьому розділі автор пояснює читачеві фундаментальні поняття цієї соціальної групи і їхні особливості: усна традиція (мовлення як вид уособлення і самоідентифікації, робітнича «говірка»), важливість функції дому та сім'ї (автор говорить про те, як усе зводилось до того, що ми (робітничий клас) не маємо нічого й нікого важливішого ніж сім’я, і сімейний зв'язок відігравав чи не найважливішу роль у житті пролетаріату. Наприклад, поняття гріха змінює свою форму і починає виконувати сімейно-творчу функцію: завагітніти до шлюбу і не вийти заміж – гріх, аборт – гріх, зіпсувати свій/чужий шлюб – гріх, тощо. З важливості і сакральності сім'ї в робітничому класі походять й інші важливі поняття та архетипи: мати та батько. Він пояснює їхні ролі в житті сім'ї та спільноти, обов'язки та особливості (все досить типово: мати – головна вдома, займається вихованням та хатніми справами; батько – заробляє гроші, працює, у вільний час цікавиться політикою, тощо). Також важливим пунктом автор виділяє Добросусідство. В цьому розділі він говорить про важливість структури будинків та районів, які впливають на соціальні зв'язки, а також на склад населення. Не менш важливим є контингент, який є  монолітним в робочих районах. 

### «‘Вони’ і ‘Ми’»
В цій частині автор зазначає і розбирає важливість опозиції і поділу на «нас» та «них», що є ключовим в будь-якій організованій комуні. Під «ними» робочий клас мав на увазі усіх, хто не входить до «нас», тобто – усіх з зовнішнього світу (керівництво, олігархія, представники інших класів, тощо), а під «нами», відповідно, – усіх членів тієї чи іншої спільноти, сусідів і представників певного Добросусідства, сім’ї, тощо. 

### «‘Справжній’ світ людей»
В цій частині автор ще більше поглиблює опис буденного життя пролетарських «спільнот», але цього разу він розглядає роль особистого і загального, їх взаємозв'язок та відмінності. Також, в цій главі йдеться про роль Церкви та Релігії, як фундаментального «соціального клею», вплив на життя звичайних людей. І завершальним підпунктом цієї частини є аналіз тогочасного Поп-арту, як мистецтва, доступного і зрозумілого для звичайного пролетаріату. 

### «Повне(повноцінне) багате життя»
«Є лише один і той же сенс в усьому для нашого класу – коли ти заробив на хліб та податки – живи», – цей епіграф до розділу цілком пояснює про що йтиметься в ньому. Автор говорить про невибагливість і простоту життя робітничого класу, його вміння тішитись дрібницям і життєлюбство, про поняття долі та удачі; про сентиментальність та скептичність пролетаріату. Завершує першу частину автор аналізом ще одного прояву поп-арту серед пролетаріату – співами. 
Загалом, уся перша частина книги – деконструкція життя, буденності, цінностей і усього, що стосується Британського робітничого класу 1930-1950-х років, розбір на деталі та покрокове пояснення кожного з них, аби читач зміг повністю усвідомити цей феномен, перша частина – пояснення контексту, з яким автор буде працювати в наступному своєму розділі. Очевидно, перша частина книги – своєрідний вступ, без якого пересічному читачеві буде важко зрозуміти подальший сенс, вкладений в книгу.

## Частина друга: «Поступаючись місцем новому»
Другий розділ другої частини має назву «Запрошення у світ цукеркової нитки». Це про те, як продюсери та письменники розваг «отримують» споживання вільного часу своєї аудиторії. Ці «цукеркові» натякають на образний світ, який приваблює увагу кольором, яскравими вогнями та атракціонами. Ці фактори є паралельними формами культурних запрошень для відчуття маніпулювання їх аудиторією, щоб спровокувати бажані ефекти, які вони хочуть отримати. Занепад культури передбачається в подальшому із погіршенням преси, історії стають глянцевішими, сенсаційнішими та персоналізованішими; цікавість надалі викликала сексуальний, вражаючий і скандальний акцент. Але більшість із цих журналів гостро усвідомлюють небезпеку стати спокусою та претендувати взагалі на звільнення від «банальності», як такої. Тож все частіше вони схильні впроваджувати новіші манери, але все ще, поки що «поряд із», а не «замість» старих. Та все-таки сьогодення має спорідненість з минулим. 
Рекламодавці «граються» на людях, невпевнених у собі, залучаючи їх у повсякденне життя людей, малюючи бездоганний образ і змушуючи нас дивитися на стандарт, якого неможливо досягти. Будь-які елементи природної краси іншим чином маніпулюються та змінюються за допомогою цифрових програм, таких як Photoshop.  
Сучасне читання «Використання грамотності» може позиціонувати книгу у галузі медіа-археології. Елемент часу повинен пройти порядок, щоб текст, який слід розглядати в цьому полі. На момент написання Хоґґарт описує свою молодість, по суті він здійснює акт історизації, тобто перебування в сьогоденні і пояснення минулого на основі свого досвіду. Після того, як подальший час минув, книга стала надалі надаватися як археологія знань, проливаючи світло на мінливі суспільні відносини в першій половині 20 століття. До певної міри ретельна і детальна критика Гоґґарта та обережні попередження про переважні наслідки засобів масової інформації можуть перетворити книгу в позачасові рамки.
Джон Дарем Пітерс досліджує історію спілкування: 
Комунікація завжди простежується до чогось попереднього, подібно до того, як нові медіа базуються на старих форматах ЗМІ. Комунікація абсолютно необхідна для того, щоб щось сприймалося як справжня реальність, будь то ідея, концепція емітента. Він може нести мотиви як пропаганду, навмисно налаштовуючи на задоволення або використовувати маси. Крім того, є труднощі, наприклад, екологічна комунікація - це поле в межах комунікативної дисципліни, що вказує на те, як природа не може спілкуватися з нами, а ми говоримо про природу. Крім того, виникають проблемні питання спілкування, оскільки ми можемо сприймати спілкування лише через створені рамки, які сприяють нашому власному досвіду. 
Гоґґарт не ставить собі за мету умисного звільнення від робочих класів, адже він дає їм голос, вирішуючи та повідомляючи про свої проблеми у всій своїй книзі, таким чином сприймаючи їхні потрясіння та протікаючи соціальні зміни як реальність. До певної міри, хоча і зневажливі тони, які в робочих класах наївні і невігласи, прогнозуються впродовж усього. Однак це не обов'язково означає, що його слід оскаржувати або критикувати, аргументуючи це проти критики Холлінгума. Сьогодні у цифровізованому світі існує багато сприйнятих способів отримання інформації із ЗМІ, і тверде сприйняття ЗМІ може переважати як просто блаженне незнання. Постановка всередині ЗМІ занадто часто є політичною природою.
На противагу цьому, методологічний підхід Гоггарта по суті обрамлений навколо культурних змін у суспільстві, роблячи це, він не лише робив спроби, але й зумів утвердити новий підхід в рамках культурного аналізу.

## Критика
Річард Голлінґам (2010) у своїй критиці роботи Гоґґарта запитує, чи насправді той оплакує втрату свого дитинства, чи відчуває він щастя від виходу з робочого класу, і чи Гоґґарт справді не зобразив робочий клас ні в прихильному, ні в покровительському тоні. Що стосується дитинства, то це скоріше ностальгічне уявлення, породжене теплими і втішними емоціями, які викликає дитинство. Спогади про давні, добрі старі часи трапляються тому, що це були дорогоцінні дні, коли ні час, ні місце не мали значення. Гоґґарт зображує робітничі класи як вразливі та такі, що перебувають під натиском масових нападів публіцистів, на них легше орієнтуватися або маніпулювати ними, оскільки інтелектуали мають розуміння та власну думку. Ці масові публікації прагнуть відмовити робочі класи від будь-яких подальших думок, які можуть віддалити їх від сфери розваг. [Архівовано 20 травня 2021 у Wayback Machine.]